# Milý
Milý är en ort i Tjeckien.   Den ligger i regionen Mellersta Böhmen, i den nordvästra delen av landet, 40 km väster om huvudstaden Prag. Milý ligger 357 meter över havet och antalet invånare är 124.
Terrängen runt Milý är platt åt sydost, men åt nordväst är den kuperad. Runt Milý är det tätbefolkat, med 286 invånare per kvadratkilometer. Närmaste större samhälle är Kladno, 19,2 km sydost om Milý. Trakten runt Milý består till största delen av jordbruksmark.